# Przerzeczyn-Zdrój
Przerzeczyn-Zdrój (do roku 1945 Bad Dirsdorf) je obec v okrese Dzierżoniów, v Dolnoslezském vojvodství, na silnici spojující Náchod a Wrocław. Jedná se o lázeňskou obec; nachází se zde celkem 4 sanatoria.
Obec byla po roce 1945 předána Polsku, vysídlena a znovu osídlena Poláky, kteří byli vystěhováni z oblastí, anektovaných Sovětským svazem. Mezi místní památky patří kromě kostela Matky Boží i místní zámeček z roku 1896.
Současný název má obec od roku 1946. Do té doby nesla polský název Zdrojówek, především díky faktu, že jsou místní prameny léčebné.